# Duc
|  | No s'ha de confondre amb duch. |

|  | Aquest article tracta sobre títol nobiliari. Si cerqueu l'au, vegeu «Duc (ocell)». |

Duc és un títol nobiliari, generalment el de rang superior, per damunt del marquès; a Rússia el príncep també es deia duc. El terme té l'origen a Roma, on hi hagué funcionaris militars designats com a dux (en plural duces), subordinats als comites (comtes). Més tard fou també un funcionari polític i amb el temps els governadors provincials o territorials. Amb Dioclecià, el dux fou el governador militar de les províncies romanes al costat del governador civil. A l'Imperi Romà d'Orient els governadors dels temes (districtes) portaren el títol de dux. El títol va passar als bàrbars, on el dux era el capitost d'un ducat, però tenia també altres atribucions (judicials, financeres, polítiques …).

## A l'antiguitat
Durant la República Romana, dux pot fer referència a qualsevol persona que comandés a un exèrcit, incloent-hi els líders estrangers; no era, per tant, un grau militar formal. Per exemple, Juli Cèsar utilitza el terme en els seus comentaris sobre la Guerra de les Gàl·lies per referir-se als generals celtes i, en una ocasió, per un comandant romà que no ocupava un rang oficial.
A partir del segle iii, la paraula dux adquireix el significat d'un rang formal dins de la jerarquia militar o administrativa de l'Imperi Romà.
En l'exèrcit romà, un dux normalment està al càrrec de dues o més legions i normalment ocupa la màxima jerarquia civil de la zona. No obstant això, durant el Dominat els poders del dux es divideixen i el poder civil recau en el governador. El dux continua sent, per tant, el més alt nivell jeràrquic de l'exèrcit i comandava les legions de la regió, però el governador havia d'autoritzar l'ús dels poders militars del dux. Una vegada autoritzat, actuava de manera independent en tots els assumptes militars.
Amb les reformes de Dioclecià, les províncies romans van ser agrupades en diòcesis administrades per un vicarius. Cada un d'aquests era assistit per un dux, el qual era jeràrquicament superior als dux de les províncies. El dux responsable de la diòcesi estava, al seu torn, subjecte a l'autoritat del mestre dels soldats d'una prefectura pretoriana.

## Edat mitjana
A Catalunya el títol apareix a l'alta edat mitjana com a títol personal del comte principal, juntament amb el de marquès quan els seus comtats eren fronterers. El darrer que va usar el títol fou Ramon Berenguer III el 1114.
A l'edat mitjana les funcions militars i civils tornaren a unir-se i els ducs van tenir ambdós poders. Així a França eren els feudataris més importants després del rei. A Alemanya els ducs van arribar a tenir molt de poder que va minvar després amb l'enfortiment dels feus menors. Tot i així a França i Alemanya van subsistir ducs, amb poder limitat a França però sobirans a Alemanya (Baviera, Saxònia, Suàbia, Francònia…).

## Línia d'honor dels títols nobiliaris
| Emperador | Rei | Príncep | Infant | Duc | Marquès | Comte | Vescomte | Baró | Senyor | Castlà |
| --------- | --- | ------- | ------ | --- | ------- | ----- | -------- | ---- | ------ | ------ |

- Nota: A Alemanya i Itàlia el duc i gran duc estan per davant del príncep.
- Nota 2: En alguns països, per damunt del príncep hi ha el gran príncep.
- Nota 3: En alguns països, per damunt del duc hi ha el gran duc o arxiduc.

## Evolució
El títol es va abandonar en alguns llocs però va continuar derivat del sistema administratiu romà a França, Alemanya i Itàlia; i es va estendre a Anglaterra (vers el 1133 es va crear el títol de duc de Cornualla), al Portugal (duc de Coïmbra el 1415), a Escòcia (duc de Rothesay el 1398), a Castella (duc de Molina el 1371) i a l'Aragó (duc d'Híxar el 1483).
A Catalunya i a València el títol es va concedir a alguns nobles a partir del segle xiv: duc de Girona el 1351, duc de Montblanc el 1387, duc de Gandia el 1399, duc de Vilafermosa el 1464, duc de Sogorb el 1476, duc de Villena (a Castella) el 1420, duc de Cardona el 1491. També es crearen ducs als regnes de Sicília i Nàpols (Sermoneta el 1501, Somma el 1502, Montalto el 1507).
A Catalunya no se'n va concedir cap més des del segle xvi fins al segle xx, ja amb caràcter merament honorífic.